# Alex Montornès i Torrecillas
Alex Montornès i Torrecillas   (Badalona, 1986) és un físic i polític català. És investigador de la Universitat de Barcelona en el departament de Física Aplicada. A més, és militant d'ERC i actualment regidor de l'Ajuntament de Badalona.
Va néixer a Badalona el 1986. És Doctor en Física Atmosfèrica per la Universitat de Barcelona. És investigador i membre del Departament de Física Aplicada d'aquesta mateixa universitat, i ha participat a diversos projectes d'investigació i en conferències d'àmbit internacional. Va desenvolupar un algoritme amb Bernat Codina per analitzar l'impacte dels eclipsis solars en els models meteorològics. També ha treballat en el sector privat en la indústria eòlica.
Militant d'Esquerra Republicana de Catalunya, és cap del Grup Municipal a l'Ajuntament de Badalona des de 2023, sent Tinent Alcalde amb anterioritat. A les eleccions municipals de 2019 va ser elegit com a regidor a l'Ajuntament de Badalona, càrrec del qual va prendre possessió el 15 de juny. A banda, després de la seva reelecció com a cap local el 2019, la nova directiva va decidir trencar relacions amb Guanyem Badalona en Comú, amb qui conformaven grup municipal, provocant discrepàncies amb el llavors regidor republicà Oriol Lladó, que va deixar l'acta de regidor dos anys més tard. El 2021 va esdevenir primer tinent d'alcalde Badalona després del pacte de govern amb PSC, Comuns i Junts, després de la moció de censura contra Xavier Garcia Albiol.
El 15 de febrer de 2022 va ser elegit per l'assemblea local d'ERC com a candidat a les eleccions municipals de 2023 a Badalona. En el seu programa electoral va incloure diverses inversions per tal de modernitzar i agilitzar l'administració municipal, la renovació i consecució de diversos equipaments, entre altres mesures.
Va ser elegit regidor de l'Ajuntament de Badalona a les eleccions del 28 de maig de 2023, un dels dos que va obtenir Esquerra Republicana de Catalunya.